# Wierchnij Sajantuj
Wierchnij Sajantuj (ros. Верхний Саянтуй) – wieś w Rosji, w Buriacji, w rejonie tarbagatajskim. W 2010 liczyła 308 mieszkańców.